# Cyryl Kutateladze
Cyryl Kutateladze (gruz. კირილე ქუთათელაძე; ros. Кирилл Петрович Кутателадзе; ur. 22 lutego?/6 marca 1861 w Choni, zm. 1929 w Warszawie) – Gruzin, generał major Armii Imperium Rosyjskiego i generał major Armii Demokratycznej Republiki Gruzji, oficer kontraktowy Wojska Polskiego, generał brygady WP. 

## Pochodzenie i rodzina
Urodził się 22 lutego 1861 roku we wsi Choni w kutaiskiej guberni jako syn Piotra, duchownego chońskiej Cerkwi Zbawiciela i Elizabety Piotrownej.

## Służba w armii rosyjskiej
Był wychowankiem Wojskowego Michajłowskiego Woroneżskiego Gimnazjum, w mury którego wstąpił 19 listopada 1871 roku. Ojciec, zgodnie z ówczesnymi zasadami, musiał podpisać - oddając niespełna jedenastoletniego syn do szkoły wojskowej - oświadczenie, że w przypadku miernych wyników syna, nieprzestrzegania przez niego dyscypliny i uchybień honoru - zabierze go z powrotem na własne utrzymanie. 
Po ukończeniu gimnazjum, rozpoczął – 15 lipca 1878 roku – naukę, początkowo w 3 Aleksandryjskiej Szkole Wojskowej, by następnie 24 sierpnia tegoż roku, przenieść się do Michaiłowskiej Artyleryjskiej Szkoły Wojskowej w Sankt Petersburgu. Po skończeniu szkoły rozpoczął 16 września 1881 roku służbę w 5 baterii w Kaukaskiej Jego Imperatorskiej Wysokości Wielkiego Księcia Michaiła Nikołajewicza Gwardyjskiej Brygadzie Artylerii, brygadzie stacjonującej w Tyflisie (dzisiejsze Tbilisi), a wchodzącej w skład 1 Kaukaskiego Korpusu Artylerii. Po dwuletniej służbie w baterii i po pomyślnym zaliczeniu egzaminów wstępnych, został 1 listopada 1883 roku, zaliczony w poczet słuchaczy kursu I rangi (I stopnia) Michaiłowskiej Akademii Artylerii w Sankt Petersburgu. 
Po pomyślnym zdaniu końcowych egzaminów 13 czerwca 1886 roku powrócił na służbę do brygady, gdzie pełnił obowiązki oficera sztabu. Za wzorową służbę i dobre wyniki w szkoleniu uzyskiwał liczne wyróżnienia i nagrody. Od 1 października 1897 roku do 10 stycznia 1903 roku, Kutateladze dowodził 5 baterią w XX Brygadzie Artylerii.
10 stycznia 1904 roku odszedł z linii. Początkowo, był p.o., a od 23 czerwca tegoż roku komendantem Czugujewskiej Szkoły Artylerii II rangi. Na stanowisku komendanta pozostał do 18 stycznia 1909 roku, kiedy to powrócił do linii, obejmując dowodzenie VI Rezerwowego Dywizjonu Artylerii. W armii rosyjskiej przeszedł wszystkie szczeble dowódcze artylerzysty, od dowódcy działonu do szczebla dowódcy brygady. Zwieńczeniem kariery Kutateladze był awans do stopnia generała majora 15 września 1910 roku i uzyskanie starszeństwa z 31 stycznia 1911 roku.

## Służba w Wojsku Polskim
Do Polski przybył - tak jak pozostali Gruzini z Turcji - w listopadzie 1922 roku. Tu, do lutego 1923 roku, uczestniczył - podobnie jak Czcheidze - jako hospitant w III turnusie kursu dla dowódców pułku w Doświadczalnym Centrum Wyszkolenia Armii w Rembertowie. Następnie od 1 czerwca do 1 października tego roku - także jako hospitant - uczęszczał na kurs dowódców piechoty i artylerii w Centralnej Szkole Strzeleckiej w Toruniu. Komendant tej szkoły na zakończenie kursu, wystawił mu bardzo pochlebną opinię, pisząc m.in., że gen. Kutateladze był „Pod każdym względem taktowny, nadzwyczaj inteligentny i przedsiębiorczy, o wysokim praktycznym i teoretycznym doświadczeniu, wykazał nadzwyczajne zainteresowanie się i wyróżnił się przed innymi pierwszorzędnymi wiadomościami teoretycznymi”.
Wcześniej, bo już od 22 września 1923 roku Kutateladze został zaliczony w poczet wykładowców Obozu Szkolnego Artylerii w Toruniu. I na tym stanowisku - prawdopodobnie do 1927 roku - doczekał podpisania z nim kontraktu. 
Zmarł w Warszawie, po ciężkiej i długotrwałej chorobie w 1929 r.

## Awanse
- szeregowy junkier 		15 lipca 1878 roku
- podoficer-junkier		6 marca 1878 roku
- rapciowy junkier		4 września 1880 roku
- podporucznik			8 sierpnia 1881 roku
- porucznik 			12 listopada 1884 roku
- sztabskapitan			31 maja 1886 roku
- kapitan 			28 lipca 1893 ze starszeństwem z 15 czerwca 1893 roku
- podpułkownik 			19 lipca 1898 roku
- pułkownika			6 grudnia 1904 roku
- generał majora 			15 września 1910 roku ze starszeństwa z 31 stycznia 1910 roku.

## Odznaczenia
- Rosyjskie
  - Order św. Anny 2 st. 1904 roku
  - Order św. Anny 1 st. 1915 roku
  - order św. Stanisława 3 st. - 1890 roku
  - order św. Stanisława 2 st. - 1900 roku
  - order św. Stanisława 1 st. – 6,12,1914 roku
  - order św. Andrzeja 3 st. 1896 roku
  - order św. Andrzeja 2 st. 1905 roku
  - order św. Włodzimierza 4 st. 1906 roku
  - order św. Włodzimierza 3 st. 1910 roku
  - order św. Włodzimierza 2 st. 30.07.1916 roku